# Marlene Favela
Marlene Favela (ur. 5 sierpnia 1976 w Santiago Papasquiaro) – meksykańska aktorka.
Jak sama mówi, była naiwną prowincjonalną dziewczyną, która marzyła o wielkiej sławie w mgnieniu oka. Rzeczywistość okazała się być surowsza. Marlene wyjechała do stolicy po wielką rolę. Otrzymała malutki epizod. Nie zauważano jej. Aktorka studiowała pilnie w studium Televisy, jednak dostawała same "strzępy" ról. Nie miała sławnej siostry jak Thalia, matki jak Lucero czy tytułu Miss Idealnej Sylwetki jak Gabriela Spanic. Ale nie przestawała wierzyć we własne możliwości.
Główną rolę w "Gata Salvaje" dostała jako "rezerwowa". Na początku miała ją zagrać Miss Universum Alicia Machado. Jednak zrezygnowała. Jest to piąta telenowela Faveli. Pierwsza, w której zagrała główną rolę.

## Telenowele
- 1995: Maria Jose - Deborah
- 1997: Maria Isabel - Patricia
- 1997: A Todo Corazon - Monica
- 1998: Asi es la Vida - Mariana
- 1999: DKDA: Sueňos en juventud - Gina
- 1999: Porywy serca (Por tu amor) - Mónica
- 1999: Infierno en el paraíso - Patricia
- 1999: Mujeres engaňadas - Leticia
- 2000: La casa en la playa - Malena Nuñez
- 2000: Carita de Ángel (Mała Księżniczka) - Ámbar Ferrer
- 2001: Virginia (La intrusa) - Guadalupe Rosas
- 2002: Miłość i nienawiść (Entre el Amor y el odio) - Cecilia Amaral
- 2002: Gata Salvaje (2002-03) - Rosaura Ríos Olivares
- 2003: Biały welon - Angeles Villaseňor
- 2004: Cena marzeń - Sonia Chavaría Gonzáles
- 2005: Contra viento y marea - Natalia Ríos
- 2007: Amor sin maquillaje - Josefina "Pina" Cárdenas
- 2007: Zorro - Esmeralda Sánchez de Moncada
- 2011: Dziedzictwo del Monte - Paula del Monte
- 2012: Corazón apasionado - Patricia Campos Miranda
- 2012-2013: El Rostro de la Venganza - Alicia Ferrer / Eva Samaniego
- 2013-: El senor de los cielos-Victoria Navárez "La Gober"
- 2015-2016: Pasion y poder-Nina Perez de Montenegro